# 938 Chlosinde
938 Chlosinde
938 Chlosinde là một Themistian asteroid.